# Heckler & Koch P2000
La P2000 è una pistola semiautomatica prodotta dalla Heckler & Koch, basata sulla USP Compact.

## Caratteristiche
La P2000 è una pistola realizzata in acciaio e rivestita in polimeri, che ricalca in parte lo stile della USP Compact. La differenza principale con quest'ultima è la mancanza della sicura.
La base del caricatore è intercambiabile, e la pistola è dotata di slitta per l'applicazione di accessori quali laser o torce tattiche.

## Varianti
La pistola P2000 è disponibile in diverse varianti, che si differenziano per l'uso di diversi tipi di grilletto: CDA (Combat Defence Action)/LEM (Law Enforcement Modification) o standard ad azione singola/doppia.
- P2000 - Grilletto standard (azione singola/doppia); forza da applicare al grilletto: azione singola 20 ±2 N, azione doppia 51 ±5 N
- V1 - Grilletto CDA (LEM); forza: costante 20 ±2 N
- V2 - Grilletto CDA (LEM); simile alla variante V1 ma con maggiore forza da applicare: 32,5 ±2,5 N
- V3 - Grilletto standard (azione singola/doppia) con leva di disarmo del cane sulla sinistra; forza: azione singola 20 ±2 N, azione doppia 51 ±5 N
- V4 - Grilletto CDA (LEM); simile alle varianti V1 e V2 ma con una forza intermedia di 27,5 ±2,5 N
- V5 - Grilletto esclusivamente ad azione doppia; forza 36 ±3 N